# 新阿甘斯克
新阿甘斯克（羅馬化：Novoagansk）是俄罗斯汉特-曼西自治区的市级镇，为该自治区下瓦尔托夫斯克区第二大聚居地，仅次于伊兹卢钦斯克。地处汉特-曼西自治东北部，位于鄂毕河流域特罗姆约甘河一支流阿甘河畔，在区行政中心下瓦尔托夫斯克北、自治区首府汉特-曼西斯克东北方。距离较近的城市有拉杜日内。
该地2022年人口有9,423人；2010年人口10,343；2002年人口9,717；1989年人口10,050。